# 아파치 FOP
아파치 FOP(Formatting Objects Processor)는 XML 파일을 pdf 파일로 만드는 도구이다. 자바 애플리케이션으로 XSL 포맷팅 개체(XSL-FO) 파일을 PDF 또는 기타 인쇄 가능한 형식으로 변환한다. FOP는 처음에 제임스 타우버(James Tauber)가 개발했으며, 1999년에 아파치 소프트웨어 재단에 기부했다. 아파치 XML 그래픽스 프로젝트의 일부이다.
FOP는 오픈 소스 소프트웨어이며 아파치 라이선스 2.0에 따라 배포된다.

## 같이 보기
- XSL-FO